# Dangerous (Album)
Dangerous (englisch für „gefährlich“) ist das achte Studioalbum des US-amerikanischen Popsängers Michael Jackson. Es wurde am 21. (Europa) bzw. 26. (USA) November 1991 von Epic Records veröffentlicht und war seit 1975 das erste Album von Jackson, das nicht mit Quincy Jones produziert wurde. Es wurde über 32 Millionen Mal verkauft und gehört damit zu den weltweit meistverkauften Musikalben. Dangerous zählt zu den Musikrichtungen moderner R&B, Hip-Hop und New Jack Swing, der als Erfindung von Teddy Riley gilt.

## Entstehung
Nach Bad trennte sich Jackson von seinem langjährigen Produzenten Quincy Jones und wandte sich stattdessen neuen Einflüssen zu. So arbeitete Jackson auf Vorschlag von Eddie Murphy auf Dangerous mit Teddy Riley, der bereits die Jacksons-Single 2300 Jackson Street produziert hatte, zusammen und produzierte mit diesem einen Großteil der Songs. Im Gegensatz zu Jones beteiligte sich Riley auch als Songwriter an zahlreichen Songs von Dangerous. Die anderen Songs produzierte Jackson entweder selbst mit dem Tontechniker Bruce Swedien als Co-Produzent oder mit Bill Bottrell, der sich auch als Songwriter einbrachte.
Das Album kostete 10,98 Dollar für eine Kassette, 15,98 für eine CD und 29,98 für eine limitierte Edition mit einer besonderen Verpackung.

### Projekt 'Decade 70s-80s'
Ursprünglich plante Jackson Anfang 1989 eine Kompilation unter dem Namen Decade 79-89. Jackson schrieb und produzierte teilweise gemeinsam mit Bill Bottrell die Tracks Heal the World (ursprünglich als Feed the World bezeichnet), Who Is It (ursprünglich als It Doesn’t Really Matter bezeichnet) und Black or White als Bonustracks. Das angepeilte Veröffentlichungsdatum verzögerte sich dadurch immer weiter zum Jahresanfang 1990 und das Projekt wurde in Decade 80s-90s umbenannt. Als weitere Bonustracks waren vorgesehen: Jacksons Cover von Come Together aus dem Film Moonwalker (einem Song der Beatles, das Cover erschien letztendlich auf der Single von Remember the Time und später auf dem Album HIStory), zwei Covers von Songs der Jackson Five, Someone in the Dark (erschien 2001 auf der Special Edition von Thriller). Als weitere potenzielle Bonustracks wurden Men in Black (siehe unten) und mit Strawberry Fields Forever ein zweites Beatles-Cover aufgenommen. Da Jackson inzwischen weitere vielversprechende Songideen entwickelt hatte, verwarf er das Projekt zugunsten eines echten Studioalbums, dem späteren Dangerous. Das Artcover wurde in abgewandelter Version für die Single In the Closet verwendet.
Geplante Titelliste
| Disc 1: 1. Don’t Stop ’Til You Get Enough 2. Rock With You 3. Off the Wall 4. She’s Out of My Life 5. This Place Hotel 6. Someone in the Dark 7. Wanna Be Startin’ Somethin’ 8. The Girl Is Mine 9. Thriller 10. Beat It 11. Billie Jean 12. P.Y.T. (Pretty Young Thing) 13. State of Shock | Disc 2: 1. Bad 2. The Way You Make Me Feel 3. Man in the Mirror 4. I Just Can’t Stop Loving You 5. Dirty Diana 6. Smooth Criminal 7. Come Together 8. I’ll Be There (Adult Version) 9. Never Can Say Goodbye (Adult Version) 10. Black or White 11. Heal the World 12. Who Is It |

### Besetzung

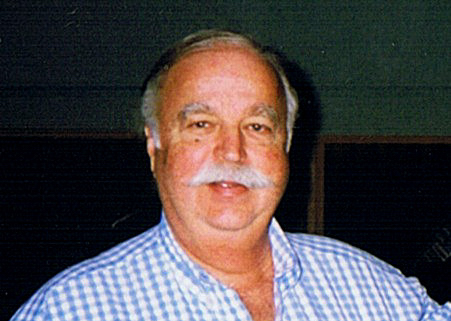
Bruce Swedien, einer der Produzenten von Dangerous

- Bruce Swedien, einer der Produzenten von DangerousGesang – Michael Jackson, Mystery Girl (Stéphanie von Monaco) (auf In the Closet), Christa Larson (auf Heal the World), Linda Harmon (auf Who Is It)
- Background Vocals – Andraé Crouch Singers, John Bahler Singers (auf Heal the World), Siedah Garrett (auf Keep the Faith), Shanice Wilson (auf Keep the Faith)
- Rap – Heavy D (auf Jam), Wreckx-N-Effect (auf She Drives Me Wild), L.T.B. (Bill Bottrell) (auf Black or White)
- Keyboard – Teddy Riley, Rene Moore, Bruce Swedien, Brad Buxer, David Paich, John Barnes, Jasun Martz, Steve Porcaro, Jai Widing, Greg Phillinganes
- Schlagzeug – Teddy Riley, Jeff Porcaro, Bill Bottrell, Brad Buxer, Bruce Swedien
- Synthesizer – Teddy Riley, Rhett Lawrence, Michael Boddicker, Brad Buxer, David Paich, Steve Porcaro, Kevin Gilbert, Bill Bottrell
- Gitarre – Teddy Riley, Paul Jackson Jr., Bill Bottrell, David Williams, Tim Pierce und vor allem Slash
- Bassgitarre –Terry Jackson, Louis Johnson, Bill Bottrell, Abraham Laboriel
- Perkussion – Bill Bottrell, Paulinho Da Costa, Brad Buxer, Bruce Swedien
- Violine – Endre Granat
- Violoncello – Larry Corbett
- Klavier – Jai Widing
- Mellotron – Bill Bottrell
- Soundeffekte – Scott Frankfurt
- Keyboard Programmierung – Brad Buxer, Michael Boddicker, David Paich, Steve Porcaro, Jai Winding
- Synthesizer Programmierung – Michael Boddicker, George Duke, Rhett Lawrence
- Arrangements – Michael Jackson, Bruce Swedien, Teddy Riley, Rene Moore, John Bahler, Marty Paich, Brad Buxer, David Paich, George Del Barrio, Greg Phillinganes, Andraé Crouch, Sandra Crouch, Glen Ballard, Jerry Hey, Rhett Lawrence, Ben Wright
- Tontechniker – Teddy Riley, Bruce Swedien, Matt Forger, Bill Bottrell, Jim Mitchell, Jean-Marie Horvat, Thom Russo
- Assistierende Tontechniker – Craig Brock
- Mix – Teddy Riley, Bruce Swedien, Matt Forger, Bill Bottrell

## Inhalt
Black or White ist ein Pop-Rock-Song und bildet den Übergang zwischen dem Sound von Bad und Dangerous und wurde von State of Shock der Jackson Five inspiriert. Der Song enthält die Botschaft, dass die Hautfarbe eines Menschen nicht wichtig sei. Prägend sind die insgesamt drei Gitarren mit den für die frühen 90er typischen, einfachen Gitarren-Riffs. Bill Bottrell (Produzent des Titels) trug unter dem Pseudonym L.T.B. (für die TV-Serie Leave It To Beaver) einen selbstgeschriebenen Rap bei.
Remember the Time ist ein Liebessong, den Jackson mit Teddy Riley und Bernard Belle in Gedanken an seine spätere Ehefrau Debbie Rowe schrieb und der musikalisch klassischen Funk bzw. Contemporary R&B mit New Jack Swing verbindet.
Heal the World ist eine Ballade, inspiriert von Livin’ in a World (They Didn’t Make) von Janet Jackson, und enthält die Botschaft, dass jeder die Welt zu einem besseren Ort machen solle, sowie den utopischen Traum einer Welt voller Freude ohne jede Trauer.

## Artwork
Das Albumcover wurde von Mark Ryden erstellt. Im Zentrum sind Jacksons Augen zu sehen. Rechts und links neben ihm sitzen ein Hund und ein Vogel im Krönungsornat auf einem Thron.

## Titelliste
1. Jam (feat. Heavy D) (Michael Jackson) – 5:38
2. Why You Wanna Trip on Me (Teddy Riley, Bernard Belle) – 5:24
3. In the Closet (feat. Prinzessin Stéphanie von Monaco) (Michael Jackson, Teddy Riley) – 6:31
4. She Drives Me Wild (feat. Wreckx-n-Effect) (Michael Jackson, Teddy Riley) – 3:41
5. Remember the Time (Michael Jackson, Teddy Riley, Bernard Bell) – 3:59
6. Can’t Let Her Get Away (Michael Jackson, Teddy Riley) – 4:58
7. Heal the World (Michael Jackson) – 6:24
8. Black or White (feat. L.T.B. und Slash) (Michael Jackson, Bill Bottrell) – 4:16
9. Who Is It (Michael Jackson) – 6:34
10. Give In to Me (feat. Slash) (Michael Jackson, Bill Bottrell) – 5:29
11. Will You Be There (Theme from Free Willy, feat. The Andraé Crouch Singers) (Michael Jackson) – 7:40
12. Keep the Faith (feat. The Andraé Crouch Singers) (Glen Ballard, Siedah Garrett, Michael Jackson) – 5:57
13. Gone Too Soon (Larry Grossman, Buz Kohan) – 3:22
14. Dangerous (Michael Jackson, Bill Bottrell, Teddy Riley) – 7:00

## Singles
In Großbritannien erreichten sieben Singles die Top-10, damit zählt Dangerous zu den Alben mit den meisten Top-10 Singles in diesem Land. Das Billboard Magazine kürte Jackson zum männlichen Single Künstler des Jahres 1992 aufgrund der Erfolge seiner Singles in den USA. In diesem Jahr war Jackson dort außerdem der einzige männliche Solokünstler mit drei Top-10-Singles.
| Jahr | Titel             | Höchstplatzierung, Gesamtwochen, AuszeichnungChartplatzierungen (Jahr, Titel, , Platzierungen, Wochen, Auszeichnungen, Anmerkungen) | Höchstplatzierung, Gesamtwochen, AuszeichnungChartplatzierungen (Jahr, Titel, , Platzierungen, Wochen, Auszeichnungen, Anmerkungen) | Höchstplatzierung, Gesamtwochen, AuszeichnungChartplatzierungen (Jahr, Titel, , Platzierungen, Wochen, Auszeichnungen, Anmerkungen) | Höchstplatzierung, Gesamtwochen, AuszeichnungChartplatzierungen (Jahr, Titel, , Platzierungen, Wochen, Auszeichnungen, Anmerkungen) | Höchstplatzierung, Gesamtwochen, AuszeichnungChartplatzierungen (Jahr, Titel, , Platzierungen, Wochen, Auszeichnungen, Anmerkungen) | Höchstplatzierung, Gesamtwochen, AuszeichnungChartplatzierungen (Jahr, Titel, , Platzierungen, Wochen, Auszeichnungen, Anmerkungen) | Höchstplatzierung, Gesamtwochen, AuszeichnungChartplatzierungen (Jahr, Titel, , Platzierungen, Wochen, Auszeichnungen, Anmerkungen) | Anmerkungen                                                                                              |
| Jahr | Titel             | DE | AT | CH | UK | US | R&B | Dance | Anmerkungen                                                                                              |
| --- | ----------------- | --- | --- | --- | --- | --- | --- | --- | --- |
| 1991 | Black or White    | DE2 Gold · (34 Wo.)DE | AT2 (22 Wo.)AT | CH1 (29 Wo.)CH | UK1 Platin · (15 Wo.)UK | US1 ×3Dreifachplatin · (20 Wo.)US                                                                                                   | R&B3 (14 Wo.)R&B | Dance1 (9 Wo.)Dance | Erstveröffentlichung: 11. November 1991 Verkäufe: + 4.430.000                                            |
| 1992 | Remember the Time | DE8 (24 Wo.)DE | AT16 (12 Wo.)AT | CH4 (19 Wo.)CH | UK3 Silber · (10 Wo.)UK | US3 ×3Dreifachplatin · (20 Wo.)US                                                                                                   | R&B1 (18 Wo.)R&B | Dance1 (11 Wo.)Dance | Erstveröffentlichung: 14. Januar 1992 Verkäufe: + 3.360.000                                              |
| 1992 | In the Closet     | DE15 (22 Wo.)DE | AT23 (2 Wo.)AT | CH25 (3 Wo.)CH | UK8 (8 Wo.)UK | US6 Gold · (20 Wo.)US | R&B1 (15 Wo.)R&B | Dance1 (11 Wo.)Dance | Erstveröffentlichung: 18. April 1992 Verkäufe: + 860.000                                                 |
| 1992 | Who Is It         | DE9 (11 Wo.)DE | AT5 (8 Wo.)AT | CH14 (14 Wo.)CH | UK10 (7 Wo.)UK | US14 (18 Wo.)US | R&B6 (20 Wo.)R&B | Dance1 (9 Wo.)Dance | Erstveröffentlichung: 13. Juli 1992 (in den USA erst im März 1993) Verkäufe: + 720.000                   |
| 1992 | Jam               | DE18 (19 Wo.)DE | AT28 (3 Wo.)AT | CH22 (4 Wo.)CH | UK13 (6 Wo.)UK | US26 (14 Wo.)US | R&B3 (12 Wo.)R&B | Dance1 (10 Wo.)Dance | Erstveröffentlichung: 13. Juli 1992 (mit Heavy D) (in Europa erst im September 1992) Verkäufe: + 680.000 |
| 1992 | Heal the World    | DE3 Gold · (37 Wo.)DE | AT4 (21 Wo.)AT | CH5 (27 Wo.)CH | UK2 Gold · (18 Wo.)UK | US27 (20 Wo.)US | R&B62 (18 Wo.)R&B | — | Erstveröffentlichung: 11. November 1992 Verkäufe: + 2.250.000                                            |
| 1993 | Give In to Me     | DE10 (19 Wo.)DE | AT12 (8 Wo.)AT | CH7 (16 Wo.)CH | UK2 (10 Wo.)UK | — | — | — | Erstveröffentlichung: 10. Februar 1993 (mit Slash; nicht in den USA erschienen) Verkäufe: + 420.000      |
| 1993 | Will You Be There | DE12 (30 Wo.)DE | AT11 (17 Wo.)AT | CH3 (21 Wo.)CH | UK9 (9 Wo.)UK | US7 Platin · (20 Wo.)US | R&B53 (13 Wo.)R&B | — | Erstveröffentlichung: 28. Juni 1993 Verkäufe: + 1.600.000                                                |
| 1993 | Gone Too Soon     | DE45 (5 Wo.)DE | — | CH33 (4 Wo.)CH | UK33 (5 Wo.)UK | — | — | — | Erstveröffentlichung: 1. Dezember 1993 (in den USA lediglich als Promo) Verkäufe: + 125.000              |
| Folgende Lieder erschienen nicht als Single, wurden aber durch das Album zum Download und Streaming bereitgestellt und konnten somit eine Platzierung erlangen: |                   | | | | | | | | |
| |                   | | | | | | | | |
| 2009 | Dangerous         | DE99 (1 Wo.)DE | — | CH78 (1 Wo.)CH | — | — | — | — | Charteinstieg: 10. Juli 2009                                                                             |

## Unveröffentlichte Aufnahmen
Es existieren eine Reihe von Songs, die nicht auf dem Album erschienen, und später im Internet geleaked wurden, obwohl diese nie offiziell veröffentlicht worden waren.

### Work That Body
Bryan Loren plante, mit Michael Jackson sorgenfreie Funk-Songs wie ähnlich wie auf Off the Wall zu produzieren. Einer dieser Songs sollte Work That Body werden. Das Stück hat einen einfachen, synthetischen Groove. Markante Merkmale sind von Synthesizern gespielte Riffs, die wie von E-Gitarren klingen. Jacksons harsche, klagende Stimme erinnert an einige bei Motown veröffentlichte Songs aus seiner Kindheit. Im Stück kommt die Zeile „Sit down Girl. I think I love you.“ („Setzt dich, Mädchen. Ich denke, ich liebe dich“) vor, die bereits im 1970 erschienenen Song ABC von den Jackson Five verwendet wurde. Jackson beendete die Zusammenarbeit mit Bryan Loren vor der Vollendung, um sich ganz auf die Arbeit mit Teddy Riley zu konzentrieren. Der Titel sollte 2001 auf der Neuveröffentlichung von Dangerous erscheinen, was aber verworfen wurde. Eine CD mit den geplanten Bonustracks auf der Special Edition wurde im Internet geleaked. Außerdem veröffentlichte Bryan Loren selbst den Song auf Myspace.
Besetzung
- Komposition – Michael Jackson, Bryan Loren
- Produktion – Michael Jackson, Bryan Loren
- Solo, Background Vocals – Michael Jackson
- Synthesizer, Keyboard, Schlagzeug – Bryan Loren
- Tontechniker – unbekannt
- Mix – Bryan Loren

### If You Don’t Love Me
If You Don’t Love Me ist ein kraftvoll und aggressiv gesungener Rocktrack über eine unerwiderte Liebe und entstand in Zusammenarbeit mit Bill Bottrell. Musikalisch prägend ist die Gitarre mit den für den Beginn der 90er typischen einfachen Riffs. Der hämmernde Rhythmus im Refrain erinnert an Produktionen aus der Blütezeit von Motown. Der Song wurde ebenfalls von der CD mit den geplanten Bonustracks der Special Edition geleaked. Davor war bereits eine unvollendete Version geleaked worden.
Besetzung
- Komposition – Michael Jackson, Bill Bottrell
- Produktion – Michael Jackson, Bill Bottrell
- Solo, Background Vocals – Michael Jackson
- Bassgitarre, Gitarre, Schlagzeug – Bill Bottrell
- Keyboard, Synthesizer – unbekannt
- Tontechniker – unbekannt
- Mix – Bill Bottrell

### Serious Effect
Serious Effect ist einer von mehreren Songs, die Jackson mit einem Rap von LL Cool J aufnahm. Außerdem trug Jackson einige Ad-Lips bei, die Rap ähneln. Der Song handelt von einer Frau, die auf Männer eine große Wirkung („serious effect“) hat und ist musikalisch ein Mid-Tempo-Song zwischen Rap und Funk. Obwohl Bryan Loren Serious Effect für den besten für Dangerous produzierten Track hielt, entschied sich Jackson stattdessen Can’t Let Her Get Away auf das finale Album zu nehmen. Vermutlich war Jackson der Meinung, dass bei Serious Effect eine einprägsame Melodie fehle.
Besetzung
- Komposition – Michael Jackson, Bryan Loren, LL Cool J
- Produktion – Michael Jackson, Bryan Loren
- Solo, Background Vocals – Michael Jackson
- Rap – LL Cool J
- Synthesizer, Keyboard, Schlagzeug – Bryan Loren
- Tontechniker – unbekannt
- Mix – Bryan Loren

### She Got It
She Got It hat einen industriellen, metallischen Beat mit wenigen elektrischen Gitarrenriffs, einfache und sich wiederholende Motive sowie prägende Synthesizer. Im Intro weist der Song Ähnlichkeiten mit dem Intro von Blood on the Dance Floor auf. Auch She Got It sollte ursprünglich auf der Special Edition von Dangerous erscheinen.
Besetzung
- Komposition – Michael Jackson, Bryan Loren
- Produktion – Michael Jackson, Bryan Loren
- Solo, Background Vocals – Michael Jackson
- Synthesizer, Keyboard, Schlagzeug – Bryan Loren
- Tontechniker – unbekannt
- Mix – Bryan Loren

### Men in Black
Der Song wurde erstmals 1990 vom britischen Fanmagazine Off the Wall erwähnt, später zeigte Bryan Loren auf seinen Seminaren eine Version ohne Lyrics, jedoch wurde erst 2020 das mysteriöse Stück in voller Länge geleaked. Men in Black wurde geschrieben, nachdem Jackson erfahren hatte, dass der Regisseur Steve Spielberg einen gleichnamigen Film plante. Der Song ist dem New Jack Swing zuzurechnen und hat eine dominante Basslinie, die, obgleich der Song in Zusammenarbeit mit Bryan Loren entstand, oft von Teddy Riley verwendete Motive enthält.
Besetzung
- Komposition (soweit bekannt) – Michael Jackson, Bryan Loren
- Produktion – Michael Jackson, Bryan Loren
- Solo, Background Vocals – Michael Jackson
- Synthesizer, Keyboard, Schlagzeug – Bryan Loren
- Tontechniker – unbekannt
- Mix – Bryan Loren

### Weitere, halb-fertige Aufnahmen
- Bottle of Smoke
- Ghost of Another Lover

### Später veröffentlichte Aufnahmen
- Im Mai 1992 Someone Put Your Hand Out als Promo-Single für die Dangerous World Tour
- 1992 veröffentlichte Bryan Loren den Song To Satisfy You, dabei wurde der von Jackson gesungene Refrain aus der Demo für Dangerous entnommen[10]
- 1997 erschienen Blood on the Dance Floor und Superfly Sister auf dem Remixalbum Blood on the Dance Floor – HIStory in the Mix
- 2004 erschien Monkey Business auf dem Kompilationsalbum The Ultimate Collection
- 2008 erschien For All Time auf Thriller 25, der Jubiläumsedition von Thriller
- 2014 erschien Slave to the Rhythm als Teil des posthumen Albums Xscape

## Erfolg
Alleine in der ersten Woche wurden in den USA 326.500 und in Großbritannien über 200.000 Alben verkauft. In den wenigen Wochen von der Veröffentlichung bis zum Jahresende wurden international 10 Millionen Alben verkauft (laut Sony Music sogar 5 Millionen außerhalb der USA in der Veröffentlichungswoche). International wurden bis heute schätzungsweise über 32 Millionen Einheiten verkauft, damit ist Dangerous das dritterfolgreichste Album von Jackson (nach Thriller und Bad).

### Chartplatzierungen
In den USA wurde Jackson mit dem Debüt von Dangerous zum zweiten Künstler nach Elton John, der mit zwei aufeinanderfolgenden Alben in der Debütwoche die Albumcharts toppte.
| ChartsChartplatzierungen       | Höchstplatzierung | Wochen |
| ------------------------------ | ----------------- | ------ |
| Deutschland (GfK)              | 1 (132 Wo.)       | 132    |
| Österreich (Ö3)                | 2 (61 Wo.)        | 61     |
| Schweiz (IFPI)                 | 1 (40 Wo.)        | 40     |
| Vereinigte Staaten (Billboard) | 1 (119 Wo.)       | 119    |
| Vereinigtes Königreich (OCC)   | 1 (102 Wo.)       | 102    |

| ChartsJahrescharts (1991)    | Platzierung |
| ---------------------------- | ----------- |
| Vereinigtes Königreich (OCC) | 4           |

| ChartsJahrescharts (1992)          | Platzierung |
| ---------------------------------- | ----------- |
| Deutschland (GfK)                  | 3           |
| Österreich (Ö3)                    | 5           |
| Schweiz (IFPI)                     | 4           |
| Vereinigtes Königreich (OCC)       | 4           |
| Vereinigte Staaten (Billboard)     | 2           |
| Vereinigte Staaten (Billboard R&B) | 3           |

| ChartsJahrescharts (1993)          | Platzierung |
| ---------------------------------- | ----------- |
| Deutschland (GfK)                  | 6           |
| Österreich (Ö3)                    | 20          |
| Vereinigte Staaten (Billboard)     | 38          |
| Vereinigte Staaten (Billboard R&B) | 28          |

### Auszeichnungen für Musikverkäufe
Jackson erhielt für Dangerous Schallplattenauszeichnungen für über 18,3 Millionen Alben, davon acht Millionen in den USA sowie zwei Millionen in Deutschland. In den USA erhielt Dangerous vierfach Platin für 4 Millionen verkaufte Einheiten in unter zwei Monaten und übertrumpfte damit Bad, welches diese Marke in drei Monaten erreichte. Weltweit verkaufte sich das Album laut Quellenangaben mehr als 32 Millionen Mal.
| Land/Region                  | Auszeichnungen für Musikverkäufe (Land/Region, Auszeichnung, Verkäufe) | Verkäufe    |
| ---------------------------- | ---------------------------------------------------------------------- | ----------- |
| Australien (ARIA)            | 10× Platin                                                             | 740.000     |
| Brasilien (PMB)              | Gold                                                                   | 500.000     |
| Chile (IFPI)                 | 5× Platin                                                              | 125.000     |
| Dänemark (IFPI)              | 3× Platin                                                              | 60.000      |
| Deutschland (BVMI)           | 4× Platin                                                              | 2.000.000   |
| Europa (IFPI)                | 5× Platin                                                              | (7.200.000) |
| Finnland (IFPI)              | Platin                                                                 | 61.896      |
| Frankreich (SNEP)            | Diamant                                                                | 2.100.000   |
| Israel (IFPI)                | Platin                                                                 | 40.000      |
| Italien (FIMI)               | Platin                                                                 | 450.000     |
| Japan (RIAJ)                 | 2× Platin                                                              | 400.000     |
| Kanada (MC)                  | 6× Platin                                                              | 600.000     |
| Malaysia (RIM)               | 7× Platin                                                              | 180.000     |
| Mexiko (AMPROFON)            | 5× Gold                                                                | 600.000     |
| Neuseeland (RMNZ)            | 6× Platin                                                              | 90.000      |
| Niederlande (NVPI)           | 3× Platin                                                              | 300.000     |
| Österreich (IFPI)            | 4× Platin                                                              | 200.000     |
| Portugal (AFP)               | 2× Platin                                                              | 80.000      |
| Schweden (IFPI)              | 3× Platin                                                              | 300.000     |
| Schweiz (IFPI)               | 5× Platin                                                              | 250.000     |
| Singapur (RIAS)              | 6× Platin                                                              | 90.000      |
| Spanien (Promusicae)         | 6× Platin                                                              | 600.000     |
| Thailand (TECA)              | 2× Platin                                                              | 100.000     |
| Tschechien (IFPI)            | Gold                                                                   | 25.000      |
| Ungarn (MAHASZ)              | Platin                                                                 | 20.000      |
| Vereinigte Staaten (RIAA)    | 8× Platin                                                              | 8.000.000   |
| Vereinigtes Königreich (BPI) | 6× Platin                                                              | 1.800.000   |
| Insgesamt                    | 3× Gold · 100× Platin · 1× Diamant ·                                   | 19.711.896  |

Hauptartikel: Michael Jackson/Auszeichnungen für Musikverkäufe

### Auszeichnungen bei Musikpreisen
| Preisverleihung              | Kategorie                                                | Resultat  | Beleg  |
| ---------------------------- | -------------------------------------------------------- | --------- | ------ |
| American Music Awards 1993   | Favorite Pop/Rock Album                                  | Gewonnen  | [ 27 ] |
| American Music Awards 1993   | Favorite Soul/R&B Album                                  | Nominiert | [ 27 ] |
| American Music Awards 1993   | Favorite Soul/R&B Song (für Remember the Time)           | Gewonnen  | [ 27 ] |
| American Music Awards 1993   | Favorite Pop/Rock Male Artist                            | Gewonnen  | [ 27 ] |
| American Music Awards 1993   | Favorite Soul/R&B Male Artist                            | Nominiert | [ 27 ] |
| American Music Awards 1993   | International Artist Award                               | Gewonnen  | [ 27 ] |
| Grammy Awards 1993           | Best Pop Vocal Performance, Male (für Black or White)    | Nominiert | [ 28 ] |
| Grammy Awards 1993           | Best R&B Vocal Performance, Male (für Jam)               | Nominiert | [ 28 ] |
| Grammy Awards 1993           | Best Rhythm & Blues Song (für Jam)                       | Nominiert | [ 28 ] |
| Soul Train Music Awards 1993 | Best R&B/Soul Album of the Year, Male                    | Gewonnen  | [ 29 ] |
| Soul Train Music Awards 1993 | Best R&B/Soul Single, Male (für Remember the Time)       | Gewonnen  | [ 29 ] |
| Soul Train Music Awards 1993 | Best R&B/Soul or Rap Music Video (für Remember the Time) | Nominiert | [ 29 ] |

| Preisverleihung             | Kategorie                               | Beleg  |
| --------------------------- | --------------------------------------- | ------ |
| Billboard Music Awards 1992 | No. 1 World Album                       | [ 30 ] |
| Billboard Music Awards 1992 | No. 1 World Single (für Black or White) | [ 30 ] |
| World Music Awards 1993     | World’s Best Selling American Artist    | [ 31 ] |

## Dangerous World Tour

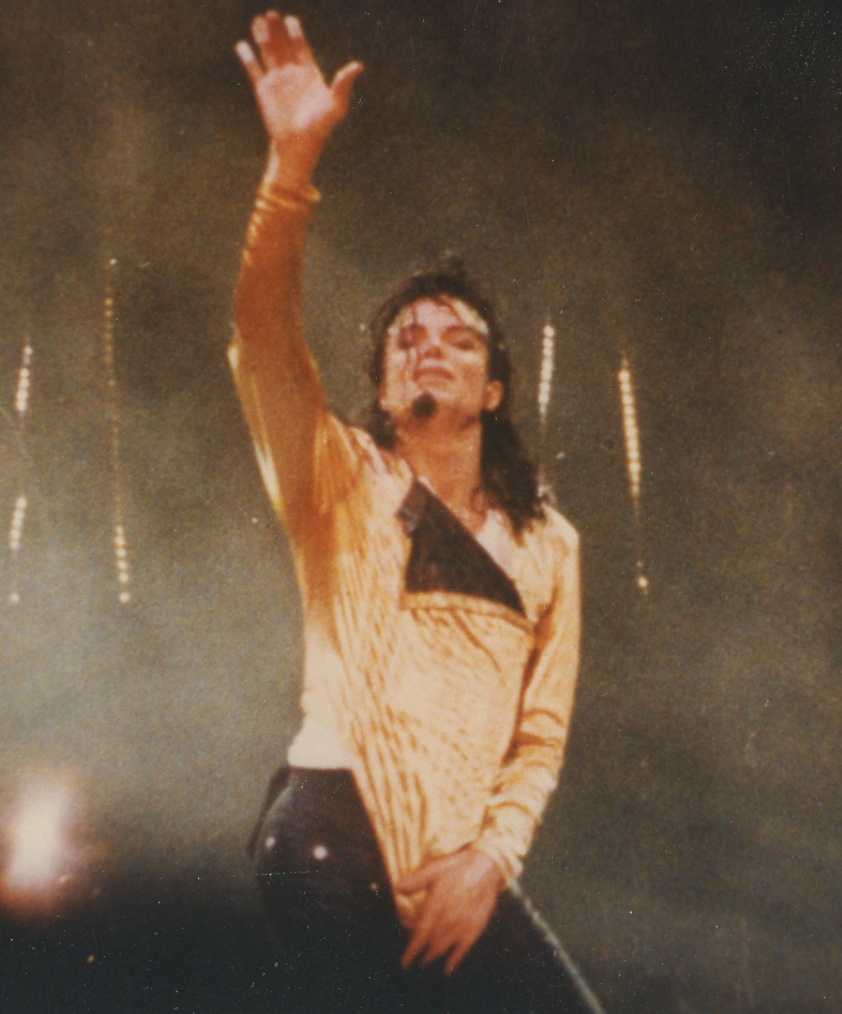
Michael Jackson bei der Dangerous World Tour in Monza, Italien

Zur Promotion des Albums ging Jackson vom 27. Juni 1992 bis zum 11. November 1993 auf eine nach dem Album benannte Welttournee mit insgesamt 69 Konzerten, dabei sang er von dem Album Black or White, Will You Be There, Jam und Heal the World live. Die eingenommenen 100 Millionen spendete Jackson an die Heal the World Foundation.

## Dangerous – The Short Films
1993 erschien zunächst auf Video, 2001 auch auf DVD mit Dangerous – The Short Films eine Kompilation, die sämtliche Musikvideos, Auftritte und sonstige Aufnahmen aus den Dangerous-Jahren 1991 bis 1993 beinhaltet. Die DVD wird seit 2008 auch zum Teil zusammen mit dem Album Dangerous als CD-/DVD-Kombination angeboten. Dangerous – The Short Films erreichte Platz 9 der Videokassetten-Charts in den USA und Platz 2 der Musikvideocharts in Großbritannien.
1. Programmeinleitung
2. Brace Yourself Intro
3. Reaktionen auf Black or White
4. Black or White (The Complete Version)
5. Black or White: Hinter den Kulissen
6. Grammy Legend Award 1993
7. Heal the World beim Superbowl XXVII
8. Remember the Time: Hinter den Kulissen
9. Remember the Time
10. Will You Be There
11. In the Closet: Hinter den Kulissen
12. In the Closet
13. Ryan White
14. Gone Too Soon
15. NAACP Image Awards
16. Jam: Hinter den Kulissen
17. Jam
18. Einleitung zu Heal the World
19. Heal the World
20. Give In to Me
21. I'll Be There (Pepsi-Werbespot)
22. Who Is It
23. Dangerous: Hinter den Kulissen
24. Dangerous
25. Abspann (Why You Wanna Trip on Me)

Auszeichnungen für Musikverkäufe

| Land/Region                  | Auszeichnungen für Musikverkäufe (Land/Region, Auszeichnung, Verkäufe) | Verkäufe |
| ---------------------------- | ---------------------------------------------------------------------- | -------- |
| Argentinien (CAPIF)          | Platin                                                                 | 8.000    |
| Australien (ARIA)            | 2× Platin                                                              | 30.000   |
| Deutschland (BVMI)           | Platin                                                                 | 50.000   |
| Mexiko (AMPROFON)            | 3× Platin                                                              | 60.000   |
| Portugal (AFP)               | Silber                                                                 | 5.000    |
| Spanien (Promusicae)         | Platin                                                                 | 25.000   |
| Vereinigte Staaten (RIAA)    | 3× Platin                                                              | 300.000  |
| Vereinigtes Königreich (BPI) | Platin                                                                 | 50.000   |
| Insgesamt                    | 1× Silber · 12× Platin ·                                               | 428.000  |

Hauptartikel: Michael Jackson/Auszeichnungen für Musikverkäufe

## Verschiedenes
- Sechs Tage vor der Veröffentlichung des Albums, am 20. November 1991, raubte auf dem Los Angeles International Airport eine bewaffnete Bande 30.000 Exemplare des Albums.
- Der Titelsong Dangerous sollte im Herbst 1993 (Ende Oktober, nach Will You Be There) als Single erscheinen, wurde dann aber doch nicht veröffentlicht – vermutlich befand man ihn aufgrund des damals stark beachteten Skandals um Kindesmissbrauch mit Evan Chandler für den damaligen Zeitpunkt für unpassend (siehe dazu Michael Jackson#Vorwurf des Kindesmissbrauchs). Unüblich für ein Michael-Jackson-Album ist, dass der Titelsong nicht als Single erschien. Der dazugehörige Tanzauftritt wurde hingegen seit 1993 bei vielen Veranstaltungen und Konzerten in häufig modifizierten Versionen und Choreographien gezeigt, unter anderem bei Wetten, dass..? im November 1995.
- Die Remixe der Singleauskopplung Dangerous wurden erst im Jahr 1997 als Bonustracks der Single Blood on the Dance Floor beigesteuert.
- Im Mai 1999 verlor Jackson gegen den italienischen Sänger Al Bano einen Plagiatsprozess, weil Passagen des Hits Will You Be There mit Al Banos Lied I cigni di Balaka übereinstimmen.[32][33] 2001 wurde entschieden, dass beide Songs Ähnlichkeiten zu dem Song Bless You von The Ink Spots aus dem Jahr 1939 aufweisen.

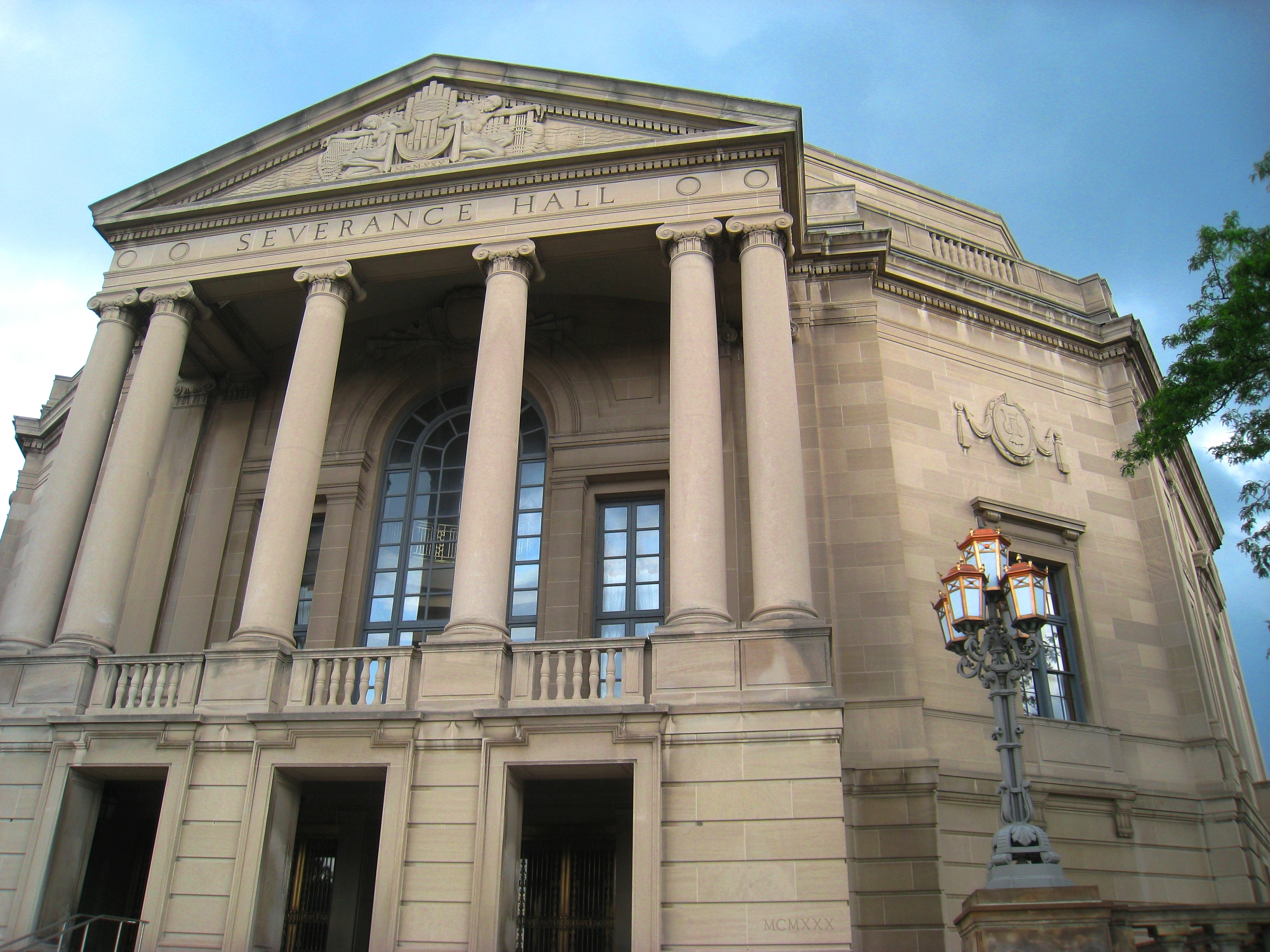
Die Severance Hall des Cleveland Orchestra, dessen Teile von Beethovens 9. Sinfonie für die Einleitung von Will You Be There verwendet wurden

- Die Severance Hall des Cleveland Orchestra, dessen Teile von Beethovens 9. Sinfonie für die Einleitung von Will You Be There verwendet wurdenFür die Einleitung von Will You Be There wurden Teile des Allegro energico, sempre ben marcato aus dem vierten Satz der 9. Sinfonie von Ludwig van Beethoven gespielt vom Cleveland Orchester verwendet. Jedoch wurde erst nach einem Gerichtsurteil im Dezember 1992 das Orchester in den Credits genannt.
- Das Album enthält die offiziellen Soundtracks zu zwei Spielfilmen aus dem Jahr 1993. So ist Will You Be There der Titelsong vom Soundtrack zum Film Free Willy – Ruf der Freiheit des Regisseurs Simon Wincer[34] und Can’t Let Her Get Away Teil des Soundtracks der US-amerikanischen Comicverfilmung Meteor Man des Autors, Regisseurs und Hauptdarstellers Robert Townsend.[35]
- Das Album-Cover des Studioalbums Eksodus des deutschen Rappers Eko Fresh, das 2013 erschien, lehnt sich gestalterisch an das Cover des Albums Dangerous von Michael Jackson an.